# 옥천 경현당
옥천 경현당(沃川 景賢堂)은 충청북도 옥천군 이원면에 있는 서당 건물이다. 1987년 3월 31일 충청북도의 유형문화재 제158호로 지정되었다.

## 개요
조선시대 지방의 초등교육을 담당했던 서당 건물이다. 조선 숙종 23년(1677)에 교육을 실시하는 경현당과 제사를 지내는 용문영당을 함께 세웠으나 용문영당은 허물어져 없어졌다.
경현당의 규모는 앞면 3칸·옆면 2칸이며, 지붕은 옆면이 사람 인(人)자 모양인 맞배지붕이다. 오른쪽에는 마루, 왼쪽에는 온돌방이 있는 매우 소박한 구성의 집이다. 온돌방 북쪽 벽에는 송시열의 영정을 모시는 감실을 두었다. 그 외 당내에는『시안』,『용문서당계좌목』 2개의 문서가 보존되어 있다.

## 참고 자료
- 옥천 경현당 - 국가유산청 국가유산포털